# Mario C. Lugones
Carlos Mario Antonio Lugones Vieyra, más conocido por su nombre artístico Mario C. Lugones (Córdoba, 13 de agosto de 1912 - 1 de octubre de 1970) fue un actor y director de cine argentino. Tuvo una carrera prolífica durante los años '40 y '50. En el siglo XXI su inclasificable film Ensayo final (1955) se convirtió en una película de culto.

## Biografía
Varios de los filmes de su producción fueron comedias de trazos gruesos, como Miguitas en la cama (1949), La locura de don Juan (1948) y Novio, marido y amante (1948) en tanto otras tuvieron un decidido tono melodramático como Abuso de confianza (1950) y La simuladora (1955). Como actor intervino en esta última película y en El mejor papá del mundo (1941), dirigido por Francisco Mugica.
En radio trabajó recitando poesías bajo la "Compañía Juvenil de Arte", en un radioteatro titulado Reviviendo la emoción de los más bellos poemas, junto con Delia Garcés, Hugo Pimentel, Pablo Lagarde, Queca Herrero, Alita Román, Pepe Herrero, Inés Edmonson y Elda Christie.
Fue uno de los fundadores de la entidad Directores Argentinos Cinematográficos en 1958. Falleció de cáncer en Argentina en octubre de 1970.

## Filmografía

### Director
- Se rematan ilusiones (1944)
- La locura de don Juan (1948)
- Novio, marido y amante (1948)
- Miguitas en la cama (1949)
- Un pecado por mes (1949)
- Un hombre solo no vale nada (1949)
- El zorro pierde el pelo (1950)
- Abuso de confianza (1950)
- La mujer del león (1951)
- Cartas de amor (1951)
- ¡Qué rico el mambo! (1952)
- La cueva de Alí Babá (1954)
- La simuladora (1955)
- Ensayo final (1955)
- Misión 52 (inédita - 1962)

### Actor
- El mejor papá del mundo (1941, dirigida por Francisco Mugica)
- La simuladora (1955)